# Desa Cidahu (administrativ by i Indonesien, lat -6,59, long 107,45)
Desa Cidahu är en administrativ by i Indonesien.   Den ligger i provinsen Jawa Barat, i den västra delen av landet, 80 km sydost om huvudstaden Jakarta.